# 圣旺迪布勒伊
圣旺迪布勒伊（法語：Saint-Ouen-du-Breuil，法語發音：[sɛ̃.t‿wɛ̃ dy bʁœj]）是法国滨海塞纳省的一个市镇，属于迪耶普区。

## 地理
圣旺迪布勒伊（49°38'19"N, 1°0'34"E）面积6.3 平方千米，位于法国诺曼底大区滨海塞纳省，该省份为法国北部沿海省份，其西部及北部濒大西洋英吉利海峡，东起顺时针与索姆省、瓦兹省、厄尔省和卡爾瓦多斯省接壤。
与圣旺迪布勒伊接壤的市镇（或旧市镇、城区）包括：博托、勒博卡斯、比托、格特维尔、科地区于格勒维尔。

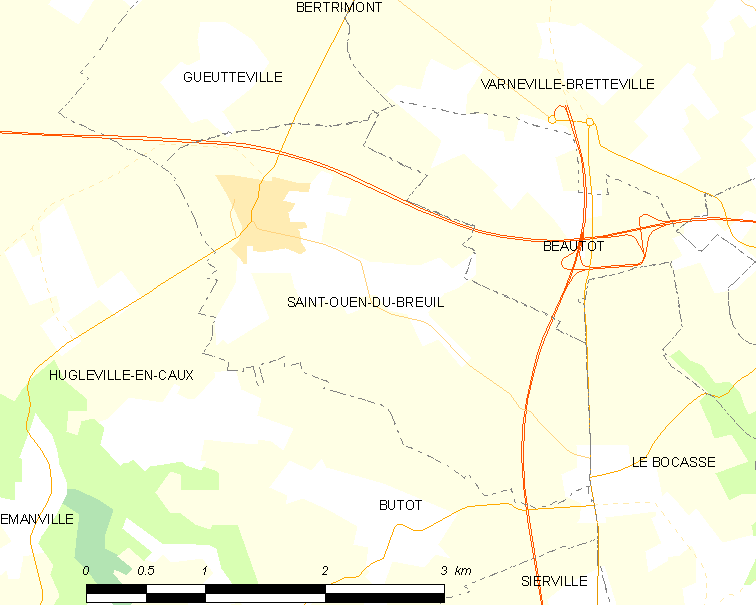
圣旺迪布勒伊的OSM定位图

圣旺迪布勒伊的时区为UTC+01:00、UTC+02:00（夏令时）。

## 行政
圣旺迪布勒伊的邮政编码为76890，INSEE市镇编码为76628。

## 政治
圣旺迪布勒伊所属的省级选区为吕讷赖县。

## 人口

1962-2008年间圣旺迪布勒伊人口变化图示

圣旺迪布勒伊于2022年1月1日时的人口数量为906人。